# John Knatchbull
John Ulick Knatchbull (9 novembre 1924 - 23 septembre 2005), professionnellement connu sous le nom de John Brabourne, est un pair britannique, producteur de télévision et producteur de films nommé aux Oscars. Marié à une fille de Louis Mountbatten, Brabourne est un survivant de l'attentat qui a tué son beau-père, sa mère et son fils.

## Biographie
Brabourne est né en 1924, le deuxième fils de Michael Knatchbull, 5e baron Brabourne et de sa femme, Lady Doreen Knatchbull. Il fait ses études au collège d'Eton et au Brasenose College, à Oxford. Il a à peine 14 ans lorsque son père meurt en février 1939 et son frère aîné, Norton, hérite de la baronnie.
La Seconde Guerre mondiale éclate au moment où Brabourne termine ses études et il s'enrôle dans les forces armées. Il sert dans les Coldstream Guards, arrivant au rang de capitaine. Il combat en France à partir de 1944. En 1943, son frère aîné, Norton, lieutenant dans les Grenadier Guards, est blessé et capturé en Italie. Alors qu'il est transporté en Allemagne en tant que prisonnier de guerre, il tente de s'échapper, mais est capturé et exécuté par les SS le 15 septembre 1943. Comme il est mort sans enfant, sa baronnie passe à son jeune frère, John Knatchbull, qui devient le 7e Lord Brabourne.

### Carrière et service
À la fin des années 1940, peu de temps après avoir quitté l'armée, Brabourne commence à travailler comme assistant directeur de production pour certaines productions télévisuelles, principalement basées sur des thèmes liés à la guerre. Il obtient son diplôme de directeur de production au début des années 1950, et devient finalement producteur à part entière en 1958, avec Harry Black une histoire romantique se déroulant en Inde, avec la guerre comme contexte lointain. Il produit Coulez le Bismarck ! (1960). La guerre, l'Empire et l'Inde sont des thèmes récurrents dans son œuvre, notamment avec La route des Indes (1984). Il produit aussi Le crime de l'Orient Express (1974), Mort sur le Nil (1978) et Little Dorrit (1988).
En 1970, il fonde Mersham Productions, une maison de production du nom de son siège familial dans le Kent, qui produit par la suite nombre de ses œuvres. Il est administrateur de Thames Television (plus tard président) et d'Euston Films de 1978 à 1995, et administrateur de Thorn EMI de 1981 à 1986.
John Brabourne reçoit deux nominations aux Oscars pour le meilleur film, en tant que producteur de Roméo et Juliette (1968) et La route des Indes. En 1979, Brabourne est investi en tant que Fellow du British Film Institute. En 1993, il est nommé commandeur de l'ordre de l'Empire britannique.
Il est le sujet de This Is Your Life en 1990 lorsqu'il est surpris par Michael Aspel à la salle Old Brewery de Londres.
Malgré une carrière active, Brabourne est aussi un gentleman de la campagne et prend ses responsabilités locales au sérieux. Il est gouverneur de diverses écoles, notamment Norton Knatchbull School (fondée par un ancêtre vers 1630) de 1947 à 2000, Wye Agricultural College dans le Kent de 1955 à 2000 et Gordonstoun School de 1964 à 1994. Il est également pro-chancelier de l'université du Kent de 1993 à 1999.

### L'attentat à la bombe de l'IRA
Le 27 août 1979, alors que la famille est en vacances à Mullaghmore, dans le comté de Sligo, le beau-père de Lord Brabourne, le comte Mountbatten de Birmanie, emmène un certain nombre de membres de la famille à la pêche aux homards sur son bateau à moteur, Shadow V, dans la baie de Donegal. Ayant prévu d'assassiner Mountbatten, l'armée républicaine irlandaise (IRA) a placé une bombe à l'intérieur du bateau dans la nuit du 26. Mountbatten et plusieurs personnes sont tués le lendemain matin lorsque la bombe est déclenchée par un observateur de l'IRA à terre qui est armé d'un détonateur radio. Les morts sont la mère de 83 ans de Brabourne, la baronne douairière Brabourne, l'un de ses fils jumeaux de 14 ans, Nicholas Knatchbull, et un garçon de la région, Paul Maxwell, 15 ans, du comté de Fermanagh qui a été embauché pour l'été en tant que garçon de bateau de Mountbatten. Brabourne, sa femme Patricia et leur autre fils jumeau Timothy sont gravement blessés, mais survivent à l'attaque.
Lord Brabourne est décédé en 2005 à son domicile de Kent à l'âge de 80 ans. Patricia Brabourne est décédée en juin 2017.

## Famille
À la fin de la guerre, Brabourne retourne en Angleterre et s'installe au siège de la famille, Mersham dans le Kent. Le 26 octobre 1946, à l'abbaye de Romsey dans le Hampshire, à l'âge de 21 ans, il épouse Patricia Mountbatten, fille aînée de Louis Mountbatten, plus tard 1er comte Mountbatten de Birmanie. Le témoin de Brabourne lors du mariage est le chef d'escadron Charles Harris-St. John.
Lady Brabourne hérite des pairies de son père après sa mort. Cela fait de Lord et Lady Brabourne l'un des rares couples mariés à avoir chacun une pairie à part entière. En outre, Lady Brabourne est liée à la famille royale britannique et sa tante Louise Mountbatten est à cette époque la princesse héritière (plus tard reine) de Suède. En février 1947, quelques mois seulement après le mariage, le beau-père de Brabourne est nommé vice-roi de l'Inde. Le couple nouvellement marié passe plusieurs mois en Inde, résidant avec ses parents dans le palais vice-royal. En novembre de la même année, le cousin germain de Lady Brabourne, Philip, duc d'Édimbourg épouse la princesse Elizabeth, future reine du Royaume-Uni.
Lord et Lady Brabourne ont huit enfants:
- Norton Philip Louis Knatchbull, Lord Romsey - plus tard le 8e baron Brabourne (né le 8 octobre 1947), épouse Penelope Eastwood. Il est 3e comte Mountbatten de Birmanie à partir du 13 juin 2017.
- Michael-John Ulick Knatchbull (né en 1950)
- Anthony Knatchbull (né / décédé le 6 avril 1952)
- Lady Joanna Edwina Knatchbull (née en 1955), épouse le baron Hubert Pernot du Breuil et plus tard Azriel Zuckerman, et a eu des enfants avec les deux.
- Lady Amanda Patricia Victoria Knatchbull - plus tard Lady Amanda Ellingworth (en) (née le 26 juin 1957), épouse Charles Ellingworth et a trois fils.
- Philip Wyndham Ashley Knatchbull (né en 1961)
- Nicholas Timothy Charles Knatchbull (18 novembre 1964 - 27 août 1979), tué à l'âge de 14 ans par une bombe de l'IRA.
- Timothy Knatchbull (né le 18 novembre 1964), jumeau avec son frère Nicholas

## Distinctions

### Décorations
- Commandeur de l'ordre de l'Empire britannique (1993)
- 1939-45 Star (1945)
- Atlantic Star (mai 1945)
- France and Germany Star (1945)
- Defence Medal 1939-45 (16 août 1945)
- War Medal 1939-1945 (16 août 1945)
- Médaille du couronnement d'Élisabeth II (2 juin 1953)
- Médaille du jubilé d'argent d'Élisabeth II (6 février 1977)
- Médaille du jubilé d'or d'Élisabeth II (6 février 2002)

### Crédit d'auteurs
- (en) Cet article est partiellement ou en totalité issu de l’article de Wikipédia en anglais intitulé « John Knatchbull, 7th Baron Brabourne » (voir la liste des auteurs).